# Project Laurens Jz Coster
Het Project Laurens Jz. Coster (genoemd naar de Haarlemmer Laurens Janszoon Coster) was een vrijwilligersproject voor de digitalisering van rechtenvrije Nederlandstalige teksten, analoog aan het Amerikaanse Project Gutenberg. De eerste versie van het project was te vinden in De Digitale Stad. 
Sinds 2001 zijn geen teksten meer toegevoegd. De oude gedigitaliseerde teksten zijn nog wel te raadplegen. De digitalisering van Nederlandstalige teksten is voortgezet door de Digitale Bibliotheek voor de Nederlandse Letteren. De website van het project is opgeslagen bij de Universiteit van Amsterdam.